# باشگاه فوتبال الوداد
باشگاه فوتبال الوداد کازابلانکا (عربی: نادی الوداد الریاضی) باشگاهی فوتبال در کشور مراکش است.
این باشگاه که در شهر کازابلانکا قرار دارد در تاریخ ۸ مه ۱۹۳۷ تأسیس شده‌است و سابقه ۲۲ قهرمانی در لیگ مراکش، ۹ قهرمانی در جام حذفی مراکش و ۳ قهرمانی در لیگ قهرمانان آفریقا، ۱ قهرمانی در جام برندگان جام آفریقا، ۱ قهرمانی در سوپر جام آفریقا و ۱ قهرمانی در جام قهرمانان باشگاه‌های عربی را دارد.